# Эбенгох, Альфред
Альфред Йозеф Эбенгох (нем. Alfred Joseph Ebenhoch; 18 мая 1855, Имменштад — 30 января 1912, Вена) — австрийский политик, юрист (доктор права) и писатель

; член Католической народной партии, объединившейся  в 1907 году с Христианско-социальной партией.

## Биография
Альфред Эбенгох родился 18 мая 1855 года в городке Имменштад (ныне община в Германии, в земле Баден-Вюртемберг) в семье клерка и экспедитора в Брегенце на Боденском озере Кристиана Гебхарда Эбенгоха и его жены Франциски Марии Вильгельмины (урожденной Мегерле).
Окончив школу иезуитов Стелла Матутина Эбенгох продолжил образование в Инсбрукском и Карловом (Пражском) университетах. Будучи студентом, в 1874 году, присоединился к католической студенческой ассоциации «Австрия-Инсбрук». В 1881 году он получил степень доктора права и стал юристом в Линце.
В 1888 году Альфред Эбенгох был выбран в рейхсрат на дополнительных выборах, а в 1891 году переизбран в сельской курии в Верхней Австрии; с 1889 года стал член верхнеавстрийского ландтага. В рейхсрате он был сначала членом клуба Гогенварта, в котором являлся представителем крайнего клерикализма. За это он ратовал в газете «Linzer Volksblatt», во многочисленных политических брошюрах («Schärfere Tonart», «Organisiren wir uns», «Leset mich»), в нескольких драматических произведениях, дававшихся, впрочем, лишь на любительских спектаклях и т.д.
В 1889 году в речи по школьному вопросу, направленной против левых, А. Эбенгох воскликнул: «В вашем лагере находятся все те, для кого Христос и христианство составляют предмет ужаса и ненависти».
В 1891 году Альфред Эбенгох отстаивал (против министра народного просвещения Гауча фон Франкентурна) права славянских языков в школе.
В 1892 году Эбенгох внёс в Верхнеавстрийский ландтаг предложение об увеличении числа членов католического духовенства и устранении раввина из школьного совета Верхней Австрии; ландтаг принял предложение, но оно не получило правительственного утверждения.
В 1895 году, недовольный образом действий клуба Гогенварта в деле Люгера (который тогда не был утвержден императором; клуб отказался внести по этому поводу интерпелляцию, на которой настаивал Эбенгох), он вышел из его состава и основал самостоятельную «Католическую народную партию», поддерживавшую консерваторов, вместе с тем дружественную антисемитам, но независимую от тех и других и самостоятельную по отношению к правительству. На знамени партии было написано: «Защита католической религии и церкви, борьба за отечество и за династию Габсбургов».

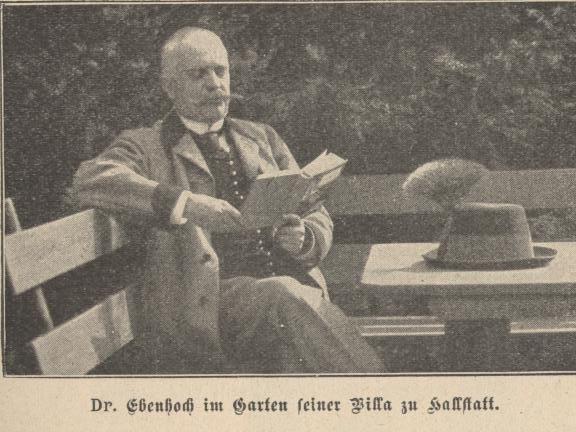
Альфред Эбенгох (1910)

Во время борьбы за реформу выборной системы Эбенгох стоял за предложенную (и принятую) 5-ю курию, но выступил решительным противником всеобщего избирательного права в его чистом виде.
На выборах в рейхсрате в 1897 году Эбенгох выбран в 5-й курии в Верхней Австрии.
В ноябре 1897 года, когда член его партии Теодор фон Катрейн сложил с себя президентство в рейхсрате, партии большинства предложили этот пост Эбенгоху, но он отказался вследствие разногласий в Католической народной партии. В 1899 году он назначен председателем Верхнеавстрийского ландтага.
В 1901 году Альфред Эбенгох не избран в рейхсрат.
Во время, когда Макс Владимир фон Бек занимал пост премьер-министра Цислейтании, Эбенгох был министром сельского хозяйства региона Цислейтании (с ноября 1907 по ноябрь 1908 года).
Его научные труды были посвящены в основном экономике сельского хозяйства и социальным проблемам трудящихся.
Альфред Йозеф Эбенгох умер 30 января 1912 года в австрийской столице.